# Karl Bergmann
Karl August Bergmann (Bergen, 15 de noviembre de 1882– Noruega, 16 de junio de 1964) fue un actor, y director de teatro noruego que trabajó en Den Nationale Scene durante muchos años, incluyendo como director del teatro. 

## Biografía
Bergmann debutó en el escenario en 1901 en Den Nationale Scene, donde posteriormente fue contratado también como director, y desde 1931 hasta 1934 como director general. Como actor, su talento abarcaba desde papeles dramáticos como Rosmer en La casa de Rosmer y el papel principal en John Gabriel Borkman, hasta personajes de comedia como Daniel Heire en "De unges forbund" de Ibsen, así como personajes de Holberg como Erasmus Montanus y Vielgeschrey en Den stundesløse. En la comedia de Bergen de Hans Wiers-Jenssen, Jan Herwitz, interpretó el papel central de Böschen hasta sus últimos años de vida.
Bergmann dirigió varias obras de Holberg, tanto en Den Nationale Scene como como invitado en el Nationaltheatret. De 1921 a 1924 fue director del Stavanger Teater.
Tuvo un papel secundario en la película Gjest Baardsen (1939).
También publicó un libro, una obra de teatro y algunos poemas. En los últimos años de su vida escribió varios artículos de memorias en BT.

## Vida personal
Bergmann nació en Bergen el 15 de noviembre de 1882, hijo del peluquero Carl Pedersen y Alida Bergmann. En 1906 se casó con la actriz Lilly Catharina Thomsen. Falleció en 16 de junio de 1964 a los 81 años. 